# شیائو آیهوا
شیائو آیهوا (انگلیسی: Xiao Aihua؛ زادهٔ ۱۶ مارس ۱۹۷۱)  شمشیرباز زن اهل چین بود. وی در بازی‌های المپیک تابستانی ۱۹۸۸، ۱۹۹۲، ۱۹۹۶ و ۲۰۰۰ شرکت کرده‌است.